# Mark Durnan
Mark Durnan (* 28. November 1992 in Glasgow) ist ein schottischer Fußballspieler, der beim FC Falkirk spielt.

## Karriere
Der gebürtig aus Glasgow stammende Mark Durnan, begann seine Karriere beim FC St. Johnstone aus Perth. Sein Profidebüt gab er während einer Leihe zum FC Arbroath in der Saison 2010/11. Für die Saints sollte Durnan auch in den folgenden Jahren kein Pflichtspiel absolvieren. Er wurde stattdessen zum FC Stranraer und Elgin City verliehen. Im Sommer 2012 wechselte er zum schottischen Drittligisten Queen of the South. Mit diesem gewann er im ersten Jahr der Vereinszugehörigkeit den Drittligatitel. Zudem gewann er mit Queen of the South das Finale im Challenge Cup gegen Partick Thistle. Als Stammspieler absolvierte er im ersten Jahr 32 von 36 möglichen Ligapartien. In der darauf folgenden Saison konnte er mit der Mannschaft die Aufstiegs-Play-Offs zur Scottish Premiership erreichen, dabei scheiterte man am FC Falkirk. Eine Spielzeit später waren in den Play-offs die Glasgow Rangers das stärkere Team. Im Juni 2015 wechselte Durnan zum schottischen Erstligisten Dundee United. Nach drei Jahren wechselte er zu Dunfermline Athletic. Ein weiteres Jahr später zum FC Falkirk.

## Erfolge
- Aufstieg in die Scottish Championship: 2013
- Scottish League Challenge Cup: 2013